# Helena Patursson
Súsanna Helena Patursson (27. august 1864 – 15. december 1916) var en færøsk forfatter og landets første kvinderetsforkæmper.

## Biografi
Helena Patursson fødtes i Kirkjubøur som datter af kongsbonde Poul Peder Pedersen (Páll Patursson) og hans kone Ellen Cathrine Djonesen (Elin Dalsgarð). Hendes yngre brødre Jóannes Patursson og Sverri Patursson blev også berømte mænd på Færøerne.
Sammen fik de privatundervisning på kongsgården, før Helena flyttede til København, hvor hun blev advokatsekretær. Allerede 1889 skrev hun med Veðurføst (Vejrfast) det første teaterstykke på færøsk. Det drejer sig om kvinders deltagelse i den færøske nationalbevægelse. I København sørgede hun for, at kvinder kunne optages i færingeforeningen fra 1896.
I 1904 kom Helena Patursson tilbage til Færøerne og stiftede i 1905 Færøernes første kvindetidsskrift Oyggjarnar (Øerne).
Helena Patursson var ikke gift og havde ingen børn, hun døde i 1916 som 52-årig. Hun efterlod de færøske kvinder deres første egen litteratur på modersmålet.

## KvindemagasinetOyggjarnar
Oyggjarnar udkom den 18. april 1905 for første gang. Det var muligt, fordi 250 færøske kvinder tegnede abonnement for tre år, dvs. omkr. 3% af den kvindelige befolkning på Færøerne – hver betalte abonnementsprisen på ni kroner forud. Hendes biograf Malan Marnersdóttir skriver om bladets betydning:
Det bragte artikler om kvindelige erhverv og uddannelser for kvinder, men lagde frem for alt vægt på kvindernes rolle i den nationale bevægelse, idet madlavning blev gjort til et nationalt anliggende. Kvinderne skulle sørge for at lave ordentlig mad for på denne måde at ruste næste generation til fremtidens store opgaver. Samtidig opfordrede det til ligestilling gennem at påpege, at det var vigtigt, at pigebørn fik lige så god mad som drenge. Desuden plæderede tidsskriftet for, at kvinder skulle have motion i en tid, hvor de var legemligt svage, fordi de kun havde noget at gøre udendørs i den korte sommerperiode og derfor opholdt sig inden døre hele vinteren. I Oyggjarnar fremstod en ny kvinderolle, som bevarede nogle af bondekonens produktive opgaver, men udelod andre, f.eks. kreaturpasningen. Den traditionelle uldforarbejdning fik tilført nye kvaliteter i forsøget på at omdanne den til håndarbejde, der bidrog til hjemmets forskønnelse.
Samtidig var det et mål for tidsskriftet at frembringe færøsk læsestof til kvinder (og mænd). Faktisk var bladet det eneste, som udkom nogenlunde regelmæsigt i disse år. I 1907 krævede Helena Patursson i Oyggjarnar kvindelig valgret (som indførtes 1915). Men den 18. juni 1908 kom sidste udgave. Det skyldes måske, at en enlig kvindestemme var for svag i denne tid, og at hendes brødre dominerede det politiske område.

## Værker
- 1889 – Veðurføst (skuespil)
- 1896 – Far væl (et af hendes digte)
- 1905-1908 – Oyggjarnar (tidskrift, hvor hun skrev det meste selv)
- 1909 – Matreglur fyri hvørt hús (kogebog)
- 1912 – Fríðka um búgvið ("Til hjemmets forskønnelse")